# Danków (województwo śląskie)
Danków – wieś w Polsce położona w województwie śląskim, w powiecie kłobuckim, w gminie Lipie.
Danków uzyskał lokację miejską przed 1283 rokiem, zdegradowany przed 1400 rokiem. Do 1939 roku w powiecie częstochowskim, 1939–1945 w blachowieńskim, 1945-1952 ponownie w częstochowskim, 1952-1975 w kłobuckim.
W latach 1975–1998 miejscowość administracyjnie należała do województwa częstochowskiego.

## Położenie
Wieś położona jest na lewym brzegu Liswarty. Przed regulacją rzeka tworzyła tutaj rozległe rozlewisko.

## Historia
Teren ten zamieszkiwany był już w czasach prehistorycznych. Pierwsza wzmianka o miejscowości, położonej w historycznej Wielkopolsce na granicy z Małopolską, pochodzi z 1217 roku – zawarto tam wtedy tzw. układ w Dankowie między rywalizującymi wcześniej ze sobą książętami Leszkiem Białym, Henrykiem Brodatym i Władysławem Laskonogim. 16 października 1267 odbył się w grodzie w Dankowie synod prowincjonalny, zwołany przez arcybiskupa gnieźnieńskiego Janusza. Pierwsza wzmianka o parafii św. Stanisława w Dankowie pochodzi z 1419, ale uważa się, że powstała ona już w XIII wieku. Od XV wieku wieś była własnością szlachecką – rodu Hinczów herbu Działosza, następnie od 1478 Kobylańskich herbu Grzymała, od połowy XVI wieku Warszyckich herbu Abdank. Właściciel Dankowa Stanisław Warszycki gościł króla Zygmunta III Wazę podczas rokoszu Zebrzydowskiego. Inny Stanisław Warszycki drogą układów uchronił zamek w Dankowie przed Szwedami w 1655, wspomagając jednocześnie obronę Jasnej Góry. On też zbudował po 1632 ufortyfikowany zamek w Dankowie, a w jego obrębie także nowy kościół. Później Danków należał do Ponińskich herbu Łodzia. W XIX wieku zadłużone dobra dankowskie przejął Joachim Kempner. Po 1823 opuszczony zamek popadł w ruinę i do połowy XIX wieku rozebrano zabudowę wewnątrz wałów.

## Zabytki

### Zamek
Zamek bastionowy z XV/XVII wieku, obecnie w ruinie. Prawdopodobnie pierwszy murowany zamek powstał w XV wieku w miejscu wcześniejszego drewnianego gródka na prawym brzegu Liswarty, a w XVI wieku przebudowano go na rezydencję szlachecką, wznosząc też w pobliżu kościół. W 1607 roku podczas Rokoszu Zebrzydowskiego w zamku przebywał przez trzy miesiące król Zygmunt III Waza. Po roku 1632 zamek i kościół został otoczony nowoczesnymi fortyfikacjami bastionowymi przez Stanisława Warszyckiego, późniejszego kasztelana krakowskiego. Zamek ten nie był zajęty przez Szwedów w czasie Potopu. W 1657 roku przebywał na zamku król Jan Kazimierz Waza. W XVIII wieku przeszedł w ręce Pociejów, a potem Wesslów. W 1756 r. zamek był jeszcze zamieszkały, lecz w 1767 r. prawie całkowicie spłonął od pioruna, w związku z czym został opuszczony.
W 1823 roku zamek był już opisywany jako ruina. W 2 połowie XIX wieku miejscowy ksiądz rozebrał prawie cały zamek. Do dzisiaj przetrwały jedynie wały ziemne oblicowane murem, prostokątna ruina budynku z kamienia (koło kościoła) nazywanego „Domem kasztelanowej”, pozostałości fos, ruina bramy, owalny ślad ziemny w południowo-wschodniej części majdanu (mogła tu stać samotna wieża) oraz część muru od strony północno-wschodniej z przejściem pod wałami. Do tej pory nie wiadomo, w którym dokładnie miejscu znajdował się wcześniejszy zamek gotycko-renesansowy.

### Kościół św. Stanisława
Kościół pochodzi z 1550 roku. W konstrukcji wyróżnić można cztery renesansowe portale. Znajduje się tu renesansowy nagrobek Andrzeja Warszyckiego (zm. 1615). Kościół należy do parafii św. Stanisława Biskupa Męczennika w Dankowie.

## Osoby związane z Dankowem
- Stanisław Warszycki (1599–1681) – kasztelan krakowski
- Krzysztof Kobylański – renesansowy poeta
- Lucjan Kulej – hokeista, olimpijczyk z St. Moritz w 1928